# Ragnarök Online
Ragnarök Online (кор. 라그나로크 온라인) — MMORPG, разработанная корейской компанией GRAVITY Co., Ltd. в середине 2000 года. Игровая вселенная основана на одноимённой манхве корейского автора Lee Myung-jin. Полное название часто сокращается игроками до аббревиатуры RO. С 2018 года издается на территории России и СНГ компанией Иннова.

## Название
Официальное название игры латиницей — Ragnarök Online (Рагнарёк Онлайн), однако в некоторых странах из-за отсутствия буквы «ö» в стандартной английской раскладке используется запись Ragnarok Online (Рагнарок Онлайн). На официальных русскоязычных серверах использовались обе версии написания — «Рагнарок» и «Рагнарёк» 
Название игры, так же как и многие ключевые названия и имена персонажей в самой игре, позаимствованы из германо-скандинавской мифологии (Мидгард, Нифльхейм, Гарм, Иггдрасиль, Брисингамен и др.). Помимо неё, в отдельных локациях (городах, окрестных районах и подземельях) прослеживается стилизация под мифологию различных стран (Германия, Корея, Япония, Россия, арабская мифология, английские сказки).

## Графическое исполнение
Ragnarök Online использует смешанную 2D/3D графику: все пейзажи создаются с помощью 3D графики, игровые персонажи, монстры и NPC рисуются спрайтами (2D графика). Такой подход с одной стороны позволяет решить проблему «толпы» (сколько бы игроков не было на экране, их отрисовка занимает практически одинаковое время) и сохранить качество изображения на высоком уровне, с другой стороны ограничивает возможности по количеству комбинаций спрайтов оружия и персонажей.
Дизайн игры выполнен в стилистике «манхва» — корейской разновидности манги. Это отражается не только во внешнем виде персонажей, но и в характерном для этого вида мультипликации методе отображения эмоций.

## История развития игрового мира
Одной из ключевых особенностей игры является постоянное развитие и расширение игрового мира, и регулярное добавление новых игровых возможностей. Разработчики делят нововведения на эпизоды, устанавливающиеся на игровые серверы каждые 3-6 месяцев.

### Список эпизодов
- 0.0. Alpha — Отсутствует класс «маг». Имеются города Пронтера, Моррок, Пайон, Альберта.
- 1.0. Beta — Появился класс «маг». Появляются город Геффен с окрестностями и город-спутник Излюд. Штаб мечников перемещается из Пронтеры в Излюд.
- 2.0. Beta 2 — Появляются вторые профессии: Священник, Охотник, Кузнец, Алхимик, Рыцарь, Волшебник. Появляется город Альдебаран и снежный город Люти. Новые монстры.
- 2.5. Beta 2 — Появляются локации Гластхейм и Часовая Башня.
- 2.75 Pre-Comodo — Появляется возможность приручить некоторых монстров (питомцы). Появляются локации Маяк Фарос, Пляж Кокомо, лес Папучико, болота Зенаи.
- 3.0 Comodo — Появляется город Комодо.
- 4.0 Comodo — Игроки могут участвовать в PvP. Появляется деревня Орков.
- 4.1 Comodo — Монстры могут использовать умения.
- 4.4 Turtle Island — Появляется Черепаший Остров.
- 4.5 Guild Siege — Появляются территории с замками в Пронтере, Геффене, Пайоне. Игроки могут объединяться в гильдии и участвовать в «Войне за Империум».
- 5.0 Juno — Появляется город Юно, до него можно дойти только пешком из Альдебарана. Появляются альтернативные вторые профессии. Послушники могут теперь стать не только Священниками, но и Монахами.
- 5.1 Juno — Появляются альтернативные вторые профессии для Мечников и Магов — Крестоносцы и Мудрецы.
- 5.3 Juno — Появляются альтернативные вторые профессии для Вора и Лучника — Разбойники, Барды, Танцовщицы.
- 5.5 Juno — Появляются новые эффекты в картах.
- 5.6 Juno — Игроки могут создать 5 персонажей на одном аккаунте, а не 3, как прежде.
- 6.0 Amatsu — Появился город Амацу и три подземелья. Монстры сменили месторасположение, МВП стали сильнее, появились новые спрайты оружия.
- 7.0 Kunlun/Gonryun — Появляется город Кунлун и его подземелья. Новые монстры. В Альберте появился парикмахер, теперь игроки могут сменить прическу.
- 8.0 Umbala — Новые города: Умбала и Нифельхейм. Новые локации: леса Хумга, Лес Рурука, Болота Карара, Деревня Скелетов, Призрачный Кратер. Новые монстры.
- 8.5 Louyang — Появляется Лоянг, новый город с подземельями и новыми монстрами. Появляется остров Явайи. Персонажи могут пожениться и усыновить других персонажей. Появляются персонажи-дети. Новая профессия: Суперновичок.
- 9.0 Ayothaya — Появляется город Аотайя с новыми подземельями и монстрами. Персонажи второй профессии, достигшие 99 уровня, могут совершить перерождение и получить улучшенную экспертную профессию.
- 10.0 Republic of Schwarzwald — Республика Шварцвальд.
- 10.1 City of Iron, Einbroch — Появляется города Эйнброх и Эйнбех. Новые карты — 300 штук с новыми эффектами, миниигры, турботрек. Персонажи могут путешествовать на дирижаблях.
- 10.2 City of Schwarzvald, Lighthazen — Новый город Лайтхазен. Усиление Алхимиков — появляются гомункулы. Персонажам дается возможность перераспределить умения с помощью гипнотизера. Появляется новая локация Юперос.
- 10.3 Noghalt ~ The Abyss Lake, The Tower of Thanatos — Появляются подземелья Башня Танатоса и Абисс. Появляется новая профессия — Таэквондист и производные от неё: Гладиатор и Медиум. Меняется интерфейс: чат делится на общий и личный, личный можно настраивать по желанию. В окне партии видно НР сопартийцев, можно накладывать заклинания прямо через окно.
- 10.4 Hugel ~ The Heaven of Forgotten — Появляется город Хугель. Штаб охотников переезжает из Пайона в Хугель. Появляются подземелья: Киель и Башня Одина. Новые профессии: Ниндзя, Стрелок. Добавляется система внутриигровой почты: теперь игроки могут отправлять друг другу письма (в том числе со вложенными предметами).
- 11.1 Capital City Rachel — Появляется город Рашель. Множество новой одежды. Новые подземелья — Святилище Рашеля, Ледяное подземелье. Появляется квест на добавление слотов в снаряжение. Появляются комплекты снаряжения: собранный комплект дает дополнительные бонусы.
- 11.2 Veins ~ A Hidden Gorge of Volcano Thor — Новый город Вейнс. Новое оружие, новые карты и сеты вещей. Появляется новое подземелье Вулкан Тора. Система чтения книг: книги можно читать в отдельном окошке.
- 11.3 Unnamed Islet ~ Cursed Monastery, Endless Nightmare — Новые доспехи, сеты вещей и оружие. Новая локация: Безымянный Остров. Новое подземелье: Проклятый Монастырь. Появляется система наемников.
- 12.0 Nightmare of Midgard, Destruction of Morroc — Город Моррок разрушен монстром Моррокский Дьявол. Восемь карт пригорода Моррока удалены. Новый город Московия. Игроки теперь могут участвовать в «Войне за Империум 2». Появляются новые замки. Становится доступной битва между двумя командами игроков (Battlegrounds). Новые квесты, изменение старых квестов в связи с разрушением Моррока. Новые карты, оружие, доспехи. Изменяется интерфейс. Появляется окно квестов. Можно посмотреть экипировку другого персонажа. Изменилось расположение монстров. Добавились новые эмоции. Меняется расположение входа в подземелье Муравьиный Ад.
- 12.1 Morroc Region — Изменяется внешний вид самого города Моррок. Большинство НПС переносится на локацию Пирамида.
- 13.1 Ash Vacuum — Недавно обнаруженный новый мир, не имеющий ничего общего со старым Рун-Мидгардом. Появляются новые локации и монстры. Для двух замков добавляются новые подземелья. Мемориальное подземелье: Память Орков. Новые квесты. Новое оружие и броня. Появляется возможность отображать окно умений в виде древа умений.
- 13.2. Encounter with the Unknown — Продолжение темы исследования нового мира. Новое оружие, доспехи, шапки. Новые квесты. Новое подземелье Nidhoggur. Новые города Manuk и Splendide.
- 13.3. El Dicastes — Добавляется новый город. Новые монстры и квесты.
- 14.1 Bifrost — Добавляется Mora Village и подземелье Hazy Forest. Новые монстры и квесты.

Работа над Ragnarök Online продолжается и по сей день — добавляются новые города, локации и игровые возможности, однако это не мешает GRAVITY Co., Ltd. трудиться над новым проектом — Ragnarok Online 2.

### Renewal (Перерождение)
В рамках особого обновления Renewal (Перерождение), которое возможно к установке после эпизода 13.2, игра терпит значительные изменения. Добавляются новые («третьи») профессии, значительно изменяется игровая механика, параметры оружия и снаряжения, новый интерфейс, максимальный базовый уровень персонажей увеличивается с 99 до 150 и т. д.

## Серверная платформа
Для разных стран используются разные игровые сервера, которые называются по имени страны, в которой запущен сервер (kRO — корейский, jRO — японский, euRO — европейский, iRO — международный (английский), rRO — русский).
Чтобы предотвратить эффект переполненности мира персонажами, когда игрокам тесно и они могли бы мешать друг другу, каждый сервер разделяется на игровые миры. Игровые миры идентичны по игровой механике, но персонажи, созданные на одном из них, не могут взаимодействовать с персонажами других игровых миров.
Игровые миры традиционно называются в честь главных героев оригинальной «манхвы» — Chaos, Loki, Iris и пр. В названиях используются латинские буквы независимо от страны.
На официальных серверах используется серверная платформа AEGIS, созданная корпорацией GRAVITY Co., Ltd.. Платформа работает на базе Windows Server, обеспечивает интерфейс с MS SQL Server.
Платформа состоит из:
- Inter Server — обеспечивает синхронизацию между серверами, гильд-чат, личные сообщения.
- Zone Server — обеспечивает игровую механику и поддержку конкретных локаций.
- Character Server — обеспечивает хранение и обработку информации о персонажах.
- Account Server — обеспечивает обработку данных об учётных записях и связь с биллингом.

От сервера к серверу игровые правила могут различаться, но на большинстве серверов запрещены использование ботов, продажа игровых ценностей за реальные деньги, оскорбления, убийство монстров, вступивших в схватку с другим игроком (киллстил), поднятие лута, выпавшего из монстра, убитого другим игроком (лутинг), помеха другим игрокам путём сбора большого количества монстров, обычно более трех-четырёх (мобтрейн), мошенничество и обман других игроков, обмен персонажей, их продажа.

## Основные механики
Classic (pre-renewal) — классическая версия RO. Среди поклонников серии считается эталонной. С ходом времени, механика была переработана и перестала поддерживаться разработчиками.
На данный момент существует только один официальный сервер, работающий на этой механике — iRO.
Renewal — глобальное обновление Classic-механики, полностью изменившее основные принципы работы игры. Решение было воспринято фанатами серии неоднозначно.
Revo-Classic — механика, сочетающая в себе черты Classic и Renewal версий. Разработчики учли недостатки обеих версий и Revo-Classic стала своего рода «золотой серединой».
Zero — версия, подразумевающая ребаланс классов и навыков, изменения в которые не вносились с момента их появления в RO. Зачастую обновления контента, вводимые в Zero-версии, впоследствии добавляются в Renewal.
На начало 2019 года на территории России Ragnarok Online работает на механике Revo-Classic (сервер Hel)

## Игровая механика

### Повышение уровня
У персонажа существует два вида уровней — «базовый» и «профессиональный». За убийство монстров или выполнение заданий персонажу начисляется определённое количество базового опыта (Base Exp) и профессионального опыта (Job Exp). При достижении определённого значения накопленного опыта происходит повышение соответствующего уровня персонажа.
При повышении базового уровня игроку начисляется определённое количество очков характеристик (Stat Points), с помощью которых можно улучшить основные параметры персонажа — силу, сноровку, ловкость, интеллект, живучесть, удачу.
При повышении профессионального уровня игроку начисляется определённое количество очков умений (Skill Points), с помощью которых персонаж может выучить новые умения (для магов — заклинания) или улучшить существующие.
Количество опыта, получаемого персонажами с каждого из видов монстров не одинаково: обычно, количество «базового» опыта больше «профессионального», то есть рост «базового уровня» происходит быстрее чем рост «профессионального уровня».
Количества опыта, необходимое для получения уровня увеличивается нелинейно. В частности, самый максимальный базовый уровень — 99-й, требует получения 99,999,999 опыта для обычных профессий (для экспертных 343,210,000), что в 10 раз больше, чем количество опыта, необходимого для получения 92 уровня, в 100 раз больше, чем нужно для получения 70, в 1000 раз больше, чем для получения 50 уровня.

### Характеристики персонажа

#### Первичные характеристики
Каждый персонаж обладает набором первичных характеристик, величина которых влияет на возможности персонажа. Повышение характеристик производится игроком вручную. Минимальное значение параметра — 1, максимальное — 99. Для игровых серверов, где уже установлено обновление Renewal максимальное значение параметров — 120.
- STR — сила (атака оружием, переносимый вес, среднее количество повреждений наносимых героем).
- DEX — сноровка (атака луком, скорость произнесения заклинаний, частично — скорость атаки луками и оружием, меткость, разброс повреждений от атаки, шанс ковки у кузнеца и варки у алхимика, шанс приручения и успешного воровства у монстра, минимальный урон наносимый героем).
- AGI — ловкость (скорость атаки оружием и луками, шанс избежать повреждения от атаки).
- INT — интеллект (повреждение и защита от заклинаний, количество и скорость восстановления маны, защита от части негативных эффектов, повреждение от ловушек и сокола у охотника).
- VIT — живучесть (количество и скорость восстановления здоровья, защита от части негативных эффектов, уменьшение получаемых при атаках физических повреждений).
- LUK — удача (шанс на критическую атаку, шанс на «удачливый» уворот от атаки, уменьшение шанса и времени действия негативных эффектов, шанс автоатаки соколом, шанс успешной варки у алхимика и ковки у кузнеца, шанс приручения питомца, увеличивает максимальные повреждения наносимые героем).

К базовым значениям величин добавляются бонусы от профессии, усиливающих заклинаний, предметов экипировки и т. д.

#### Вторичные характеристики
Из базовых характеристик высчитываются вторичные, весьма существенные.
- HP (англ. HP — Health Point) — это «здоровье» персонажа, при HP = 0 персонаж «умирает».
- SP (англ. SP — Spell Point) — это количество маны персонажа, с её помощью он использует различные умения и заклинания.
- DEF (англ. Defence) [0..100+], степень физической защиты, которую обеспечивают предметы, надетые персонажем. Величина показывает процент уменьшения повреждений (50 DEF дают 50 % защиту от физической атаки). Критические атаки игнорируют DEF. Число 99 практически недостижимо.
- MDEF (англ. Magical Defence) [0..100+], степень защиты от магии, которую обеспечивают предметы, надетые персонажем. Число 99 почти недостижимо, однако, при наличии хорошей материальной базы(для покупки необходимых вещей), можно набрать и 99 MDEF, получая полный иммунитет к магии.
- Aspd (англ. Attack Speed) скорость атаки (зависит от AGI и DEX). Максимальная величина скорости атаки ограничена и равна 190 на серверах c

pre-Reneval механикой, 193 для Reneval.
- Hit — вероятность попасть по противнику (зависит от DEX и уровня персонажа). Также характеризует разброс величины наносимого урона.
- Flee — шанс увернуться от атаки (зависит от AGI и уровня персонажа). Hit и Flee, в некотором смысле, «противоположные» друг другу характеристики.
- Crit — шанс на критическую атаку (от 1 до 95 %). Критическая атака игнорирует броню цели (Def), также игнорируется Vit-Def и всегда попадает (вне зависимости от Hit). Crit зависит от Luk нападающего и обороняющегося. Специальное оружие Убийц (Assasins), катары удваивают шанс критической атаки.
- Vit-Def (неявный параметр) — защита от физических повреждений, зависит от VIT персонажа. Уменьшает получаемый урон на величину Vit-Def.
- Int-Mdef (неявный параметр) — защита от магических повреждений, зависит от INT персонажа. Уменьшает получаемый урон на величину Int-Mdef.

#### Кратность характеристик
Одной из заметных особенностей развития персонажей является понятие кратности характеристик.
Вторичные параметры персонажа зачастую зависят от первичных не линейно (или не только линейно) и добавляют дополнительный бонус при достижении каких-то определённых кратных значений. Поэтому при выборе оптимального значения той или иной характеристики персонажа обычно рекомендуется принимать во внимание величину её кратности.
Учитывание всех этих кратностей для получения максимального положительного эффекта персонажа называется построением билда персонажа (от англ. build), что является достаточно сложной задачей (нужно учитывать дополнительные параметры, которые добавляют заклинания поддержки, параметры от оружия и обмундирования и т. д.). В большинстве случаев построение билда производится на специальных калькуляторах, которые могут быть легко найдены в сети Интернет.

### Профессии

#### Система профессий
Одной из важнейших характеристик персонажа является его профессия. Каждый игрок начинает с профессии Новичок (англ. Novice). Получив первые 10 профессиональных уровней (англ. Job levels) и выполнив соответствующий квест, можно получить одну из «первых профессий».
- Исключение — профессия «Суперновичок» (англ. Super Novice), которую можно получить, достигнув Новичком 45 базового уровня.

После получения 40 профессионального уровня можно выбрать «вторую профессию», но есть возможность продолжить игру первой профессией до 50 профессионального уровня и получить дополнительные навыки за счет лишних десяти очков умений.

#### Основные профессии
Для каждой «первой профессии» существует возможность выбора одной из двух «вторых профессий».
| Первая профессия            | Вторая профессия (#1)                         | Вторая профессия (#2)        |
| --------------------------- | --------------------------------------------- | ---------------------------- |
| Мечник (англ. Swordsman)    | Рыцарь (англ. Knight)                         | Крестоносец (англ. Crusader) |
| Лучник (англ. Archer)       | Бард (англ. Bard) / Танцовщица (англ. Dancer) | Охотник (англ. Hunter)       |
| Маг (англ. Mage)            | Волшебник (англ. Wizard)                      | Мудрец (англ. Sage)          |
| Послушник (англ. Acolyte)   | Священник (англ. Priest)                      | Монах (англ. Monk)           |
| Вор (англ. Thief)           | Убийца (англ. Assassin)                       | Разбойник (англ. Rogue)      |
| Торговец (англ. Merchant)   | Кузнец (англ. Blacksmith)                     | Алхимик (англ. Alchemist)    |
| Тхэквондист (англ. Taekwon) | Гладиатор (англ. Star Gladiator)              | Медиум (англ. Soul Linker)   |
| Ниндзя (англ. Ninja)        | Кагеро/Оборо                                  | —                            |
| Стрелок (англ. Gunslinger)  | Мятежник                                      | —                            |

- Для Стрелков и Ниндзя вторых профессий не существует, но они получают возможность использовать 69 очков умений в дальнейшем и относятся к так называемым «расширенным» классам.

Персонаж, получая вторую профессию, сохраняет навыки первой, но профессиональный уровень сбрасывается до 1. Исключением является Медиум — для него большая часть боевых умений предыдущего класса — Тхэквондиста — недоступны. Каждая вторая профессия даёт возможность потратить ещё 49 очков умений на навыки первой или второй профессий. Переход на вторую профессию с первой с нераспределёнными очками умений невозможен (NPC откажется менять профессию игрока).

#### Экспертные профессии
Навыки «второй профессии» можно расширить, перейдя в «экспертную профессию» (англ. advanced или англ. transcendent second class). Каждый игрок, достигший 99 уровня, может пройти «перерождение» и стать Старшим Новичком (англ. High Novice) первого уровня. После этого развитие персонажа происходит по обычной схеме, но получаемые профессии являются улучшенными («экспертными»).
Максимальное количество очков умений для экспертных вторых профессий расширено до 70, у них появляется несколько дополнительных умений, кроме того они обладают большим на 25 % запасом жизней и магии.
Соответствие «экспертных» профессий «обычным» вторым профессиям:
| Вторая профессия             | Экспертная вторая профессия                          |
| ---------------------------- | ---------------------------------------------------- |
| Крестоносец (англ. Crusader) | Паладин (англ. Paladin)                              |
| Рыцарь (англ. Knight)        | Командор (англ. Lord Knight)                         |
| Священник (англ. Priest)     | Епископ (англ. High Priest)                          |
| Монах (англ. Monk)           | Мистик (англ. Champion)                              |
| Убийца (англ. Assassin)      | Ассасин (англ. Assassin Cross)                       |
| Разбойник (англ. Rogue)      | Сталкер (англ. Stalker)                              |
| Волшебник (англ. Wizard)     | Архимаг (англ. High Wizard)                          |
| Мудрец (англ. Sage)          | Профессор (англ. Professor) или (англ. Scholar)      |
| Кузнец (англ. Blacksmith)    | Оружейник (англ. Whitesmith) или (англ. Mastersmith) |
| Алхимик (англ. Alchemist)    | Биохимик (англ. Creator) или (англ. Biochemist)      |
| Охотник (англ. Hunter)       | Снайпер (англ. Sniper)                               |
| Бард (англ. Bard)            | Шут (англ. Minstrel) или (англ. Clown)               |
| Танцовщица (англ. Dancer)    | Цыганка (англ. Gypsy)                                |

#### Третьи профессии
В рамках обновления Renewal в игру были введены дополнительные «третьи профессии». Для того чтобы получить третью профессию необходимо достигнуть 99 уровня. При этом не важно, является ли персонаж представителем «второй профессии» или «экспертной второй профессии». Переход на третью профессию отличается от «перерождения». Уровень персонажа не сбрасывается до 1-го, а остается 99-м. Однако если переход осуществить сразу же после второй профессии, то персонаж не получит ряд преимуществ, которые имеют «эксперты».
После перехода на третью профессию, можно продолжить развитие персонажа вплоть до 150-го базового уровня и 50-го профессионального уровня. Также персонажи 3-й профессии имеют возможность увеличить свои базовые характеристики с максимальных 99 до 120 включительно.
Соответствие «третьих профессий» «вторым» и «экспертным вторым» классам:
| Вторая профессия             | Экспертная профессия                                 | Третья профессия                     |
| ---------------------------- | ---------------------------------------------------- | ------------------------------------ |
| Крестоносец (англ. Crusader) | Паладин (англ. Paladin)                              | Тамплиер (англ. Royal Guard)         |
| Рыцарь (англ. Knight)        | Командор (англ. Lord Knight)                         | Рунмейстер (англ. Rune Knight)       |
| Священник (англ. Priest)     | Епископ (англ. High Priest)                          | Архиепископ (англ. Arch Bishop)      |
| Монах (англ. Monk)           | Мистик (англ. Champion)                              | Отшельник (англ. Sura)               |
| Убийца (англ. Assassin)      | Ассасин («СинИкс») (англ. Assassin Cross)            | Каратель (англ. Guillotine Cross)    |
| Разбойник (англ. Rogue)      | Сталкер (англ. Stalker)                              | Преследователь (англ. Shadow Chaser) |
| Волшебник (англ. Wizard)     | Архимаг (англ. High Wizard)                          | Чародей (англ. Warlock)              |
| Мудрец (англ. Sage)          | Профессор (англ. Professor) или (англ. Scholar)      | Элементалист (англ. Sorcerer)        |
| Кузнец (англ. Blacksmith)    | Оружейник (англ. Whitesmith) или (англ. Mastersmith) | Механик (англ. Mechanic)             |
| Алхимик (англ. Alchemist)    | Биохимик (англ. Creator) или (англ. Biochemist)      | Генетик (англ. Genetic)              |
| Охотник (англ. Hunter)       | Снайпер (англ. Sniper)                               | Рейнджер (англ. Ranger)              |
| Бард (англ. Bard)            | Шут (англ. Minstrel) или (англ. Clown)               | Маэстро(англ. Maestro)               |
| Танцовщица (англ. Dancer)    | Цыганка (англ. Gypsy)                                | Муза (англ. Wanderer)                |

- Обновление Renewal установлено на официальном российском сервере 5.10.2011.

### Смерть персонажа
Смерть персонажа приводит к следующим последствиям:
- На локациях, где это предусмотрено, отнимается 1 % базового и профессионального опыта, необходимого до получения следующего уровня.
- Персонаж падает на землю. В этом режиме он может говорить, торговать с другими персонажами, но не может использовать предметы и навыки.
- В меню появляется пункт «вернуться к месту сохранения» (услуги сохранения предоставляют NPC Служащая Кафры).
- Мёртвого персонажа может воскресить священник навыком «воскрешение» или любой игрок, используя лист дерева Игдрассиль, или некоторые другие предметы с аналогичным эффектом.
- На официальных серверах доступны «Амулеты Зигфрида», при нахождении в инвентаре которых доступна функция «Использовать Амулет Зигфрида», которая воскрешает игрока, затрачивая при этом один амулет.

## Игровые особенности

### Гильдии и войны гильдий

Атака на замок во время Войны Гильдий

Организация игроков в гильдии и возможность принимать участие в «Войне за Империум» (War of Emperium) — одна из основных концепций высокоуровневого игрового контента в Ragnarök Online.
Суть сражений заключаются в возможности захвата и защиты замков. В сердце каждого замка спрятан огромный камень Империум (Emperium), разбив который, атакующая гильдия захватывает замок и переходит к обороне. Сражения проходят, как правило, по определённым дням недели и в определённое время. Обычно, война длится два часа и затрагивает только определённые локации (замки), за которые и проходят сражения.
Обладание замком дает гильдии, помимо социального статуса, возможность посещать специальное подземелье (Guild Dungeon), где водятся сильные, но и выгодные для прокачки монстры. Также раз в день в специальной комнате-сокровищнице замка появляются сундуки с редкими предметами. Количество сундуков зависит от экономики. Войти в комнату может только глава гильдии, владеющей замком. Экономика зависит от вложений, при перезахвате замка уровень экономики уменьшается.

### Свадьбы и усыновление
Одной из интересных особенностей игры являются социальная система свадеб и бэйби-класс персонажей.
Персонажи женского и мужского пола могут пожениться в игре. Помимо красивой церемонии это дает им дополнительные возможности, как-то способность мгновенной телепортации к себе второй «половинки», способность восстанавливать часть HP и ряд других умений.
Также женатая пара может «усыновить» другого персонажа. Усыновленный персонаж-ребёнок визуально отображается уменьшенным (бэйби-класс). «Родители» могут делиться с «ребенком» получаемым опытом, также всем троим добавляются специальные дополнительные умения.

### Божественные артефакты
Божественные артефакты (Godlike Items) — особое оружие и снаряжение, крайне сложные в получении, дающие игроку существенные преимущества. Связаны с выполнением сложных квестов (игроку необходимо быть гильд-мастером гильдии, захватившей замок) и требуют редкий лут, падающий только из сокровищницы замка (вход в которую, опять же, открыт только гильд-мастеру гильдии, захватившей замок).

## Эмуляторы и частные серверы
Серверная часть Ragnarök Online работает на платформе AEGIS, однако любителями были разработаны его эмуляторы. Наиболее известными эмуляторами являются jAthena, eAthena, Freya, Prometheus. Эмуляторы выпускаются под лицензией GNU General Public License, их создание и распространение законно, однако существуют определённые проблемы с авторскими правами на карты, названия локаций, квестов. Первоначально этот вопрос был решен разработчиками эмулятора Fusion, которые создали новый формат карт — AFM (Advanced Fusion Maps). Однако недавно eAthena отказалась от использования AFM (части исходного кода были удалены) и ввела использование файлов map-cache. Проблема с названиями не имеет однозначного решения, так как сами названия заимствовались авторами из различных источников. Текст квестов также охраняется авторским правом.
Серверы, работающие на эмуляторе, называются «частными» или «приватными» серверами. Правовой статус таких серверов спорен. С одной стороны, использование эмулятора не нарушает авторских прав компании, с другой, используются тексты квестов и персонажи, являющиеся интеллектуальной собственностью. Отдельно стоит вопрос об использовании торговой марки Ragnarök Online™, разрешение на использование которого на серверах с эмулятором владелец торговой марки не давал. Тем не менее, приватные сервера довольно распространены.
На некоторых приватных серверах в код эмулятора вносятся изменения, часть из которых носят косметический характер (покраска персонажей, забавные эффекты и звуки), а часть изменяет игровую механику, что даёт возможность сторонникам официальных серверов утверждать, что на приватных серверах игра существенно отличается от официальной. Также часто на приватных серверах включают повышенные уровни опыта и вероятности выпадания лута (иногда коэффициент повышения доходит до нескольких тысяч).
Платформа eAthena, написанная на языке C в настоящий момент является самым распространенным эмулятором AEGIS в мире.
Платформа начинала своё существование как английский перевод эмулятора jAthena, который в свою очередь был основан на исходном коде эмулятора YARE (Yet Another Ragnarok Emulator), но в скором времени приобрела статус отдельного проекта.
jAthena сейчас считается устаревшем эмулятором, сейчас практически не обновляется и не поддерживает новые возможности клиента Ragnarök Online.

## Ragnarök Online в киберспорте
В высокой степени продуманная и динамичная система PvP (высокая роль взаимодействия игроков в команде и большой выбор разнообразнейших опций экипировки) делает возможным проведение различных чемпионатов. Самым популярным и престижным из них является Ragnarok World Championships — ежегодный мировой чемпионат, проводящийся между сильнейшими командами различных стран.